# إدغار اندروز
إدغار اندروز (بالإنجليزية: Edgar Andrews)‏ هو فيزيائي ومهندس بريطاني، ولد في 16 ديسمبر 1932 في Didcot ‏ في المملكة المتحدة.